# (134) Sophrosyne
Pour les articles homonymes, voir Sophrosyne (homonymie).
(134) Sophrosyne est un astéroïde de la ceinture principale découvert par Robert Luther le 27 septembre 1873.

## Compléments